# Anton Thumann
Anton Thumann (Pfaffenhofen an der Ilm, 31 ottobre 1912 – Hameln, 8 ottobre 1946) è stato un militare tedesco, membro delle SS della Germania nazista che ha prestato servizio in vari campi di concentramento nazisti durante la seconda guerra mondiale.
Dopo la guerra, Thumann fu arrestato dalle forze di occupazione britanniche e accusato di crimini contro l'umanità. Fu dichiarato colpevole al processo di Neuengamme caso n. 1 nel 1946 condannato a morte e giustiziato nella prigione di Hamelin.

## Biografia
Thumann è nato a Pfaffenhofen an der Ilm, in Baviera, nel 1912. Negli anni '30 si è unito al Partito Nazista (membro n. 1 726 633) e alle SS (membro n. 24 444). Ha poi servito come guardia nel campo di concentramento di Dachau dal 1933. A partire dal 1937, Thumann fu impiegato nell'Ufficio del comando della guardia e nel 1940 salì al grado di Schutzhaftlagerführer (capo del campo di custodia protettiva). All'inizio di agosto 1940 si trasferì nel campo di concentramento di Gross-Rosen, che all'epoca era ancora un sottocampo del campo di concentramento di Sachsenhausen. All'inizio di maggio 1941, Thumann divenne il capo del campo di custodia protettiva dell'ormai indipendente campo di Gross-Rosen, sotto il comandante Arthur Rödl.

### Majdanek
Da metà febbraio 1943 a marzo 1944, iniziò il servizio come capo del campo di custodia protettiva presso il campo di concentramento di Majdanek. A causa delle sue tendenze sadiche e della partecipazione diretta in selezioni, gasazioni e fucilazioni, i prigionieri lo chiamavano "il boia di Majdanek". Secondo il testimone oculare Jerzy Kwiatkowski, internato a Majdanek dal marzo 1943 al luglio 1944, Thumann giustiziò personalmente internati e prigionieri di guerra sovietici. Possedeva un pastore tedesco che usava per mordere i detenuti.
Per alcune settimane tra marzo e aprile 1944 Thumann fu impiegato ad Auschwitz-Birkenau. Thumann appare anche in una serie di fotografie di un campo ricreativo delle SS, il Solahütte vicino ad Auschwitz, scoperto nel 2007: in una delle foto, Thumann è raffigurato con Richard Baer, Josef Mengele, Josef Kramer e Rudolf Höss.

### Neuengamme
Thumann prestò poi servizio come capo del campo di custodia protettiva nel campo di concentramento di Neuengamme da metà aprile 1944 fino alla fine di aprile 1945. Spesso accompagnato dal suo cane, era molto temuto a Neuengamme a causa della reputazione precedente di abusi sui prigionieri a Gross-Rosen e Majdanek. Mentre l'esercito britannico si avvicinava a Neuengamme, le SS iniziarono l'evacuazione dei prigionieri verso le navi prigione. Durante l'evacuazione, 58 uomini e 13 combattenti della resistenza del vicino campo di concentramento di Fuhlsbüttel sono stati selezionati e portati a Neuengamme per essere giustiziati su ordine del SS- und Polizeiführer Georg-Henning Graf von Bassewitz-Behr.
Con la partecipazione di Thumann, questi prigionieri furono impiccati tra il 21 e il 23 aprile 1945 in una cella di detenzione. Dopo che alcuni degli uomini condannati hanno continuato a resistere, Thumann ha lanciato una bomba a mano attraverso la finestra della cella. Sotto il comando di Thumann e Wilhelm Dreimann, gli ultimi 700 prigionieri rimasti a Neuengamme furono costretti a nascondere i corpi e coprirne le tracce all'interno del campo. Il 30 aprile 1945 i prigionieri furono poi avviati in una marcia della morte con l'obiettivo di raggiungere l'area del governo di Flensburg. Georg Gussregen era il suo Untersturmführer a Gross-Rosen.

## Processo ed esecuzione
Alla fine della guerra, Thumann fu arrestato dalle forze di occupazione britanniche. Thumann è stato processato davanti a un tribunale militare britannico nel caso n. 1 del campo di Neuengamme ad Amburgo. Thumann e altri 13 imputati, tra cui Wilhelm Dreimann e il comandante di Neuengamme Max Pauly, sono stati accusati di crimini di guerra e crimini contro l'umanità. La corte emise un verdetto di colpevolezza il 18 marzo 1946 e condannò a morte per impiccagione 11 dei 14 imputati il 3 maggio 1946, tra cui Thumann, Dreimann e Pauly. La condanna a morte è stata eseguita dal boia britannico Albert Pierrepoint nel carcere di Hameln l'8 ottobre 1946.